# Matrono-Vasîlivka, Kazanka
Matrono-Vasîlivka (în ucraineană Матроно-Василівка) este un sat în comuna Oleksandrivka din raionul Kazanka, regiunea Mîkolaiiv, Ucraina.

## Demografie
Componența lingvistică a localității Matrono-Vasîlivka
     Ucraineană (80,56%)
     Rusă (13,89%)
     Română (2,78%)
     Belarusă (2,78%)
Conform recensământului din 2001, majoritatea populației localității Matrono-Vasîlivka era vorbitoare de ucraineană (80,56%), existând în minoritate și vorbitori de rusă (13,89%), română (2,78%) și belarusă (2,78%).